# Cyaniris striata
Cyaniris striata är en fjärilsart som beskrevs av Wheeler 1903. Cyaniris striata ingår i släktet Cyaniris och familjen juvelvingar. Inga underarter finns listade i Catalogue of Life.